# Россош (гмина)
Россош (пол. Rossosz) — сельская гмина (волость) в Польше, входит как административная единица в Бяльский повет, Люблинское воеводство. Административный центр гмины — деревня Россош. Население — 5442 человека (на 2004 год).

## Сельские округа
1. Бордзилувка
2. Кожанувка
3. Мокре
4. Мусеювка
5. Ромашки
6. Россош

## Соседние гмины
1. Гмина Комарувка-Подляска
2. Гмина Ломазы
3. Гмина Вишнице